# 宇田彩花
宇田 彩花（うだ あやか、1997年2月22日 - ）は、日本の女優、ファッションモデル。
千葉県出身。Hi-mic Entertainment所属。

## 来歴
- 2016年から2021年12月までは劇団ひまわり、砂岡事務所に所属していた。
- 2023年4月1日、自身のInstagramにて、Hi-mic Entertainment[1]に所属したことを報告した[2]。

## 人物
- 趣味はカメラ、野球観戦、読書
- 特技はバレエ、水泳、野球セ・パ両リーグの応援歌の歌唱

## 出演

### テレビドラマ
- 俺のスカート、どこ行った?（2019年4月20日 - 6月22日、日本テレビ） - 小松紗綾香 役[3]
- 同期のサクラ（2019年10月9日 - 12月18日、日本テレビ）
- ブラック校則（2019年10月14日 - 11月25日、日本テレビ）- 陸上部員 役
- サイレント・ヴォイス 行動心理捜査官・楯岡絵麻 Season2 第7話（2020年5月23日、BSテレビ東京） - 駅伝部員 役
- つまり好きって言いたいんだけど、 第2話(2021年10月14日、テレビ東京) - ユキ 役[4]
- 友情〜平尾誠二と山中伸弥「最後の一年」〜（2023年11月11日、テレビ朝日）

### 映画
- アズミ・ハルコは行方不明（2016年12月3日、ファントム・フィルム　監督：松居大吾）
- ブラック校則（2019年11月1日、松竹監督：菅原伸太郎）

### 舞台
- 砂岡事務所プロデュース 『プリズンホテル夏』 (2016年1月21日 - 1月31日、シアター代官山) - 田村清子 役
- 劇団ひまわり Smash公演『天守物語』（2018年4月6日 - 15日、シアター代官山）- 女郎花 役
- 劇団ひまわり Smash公演『マクベス』[5]（2019年1月18日 - 20日・25日 - 27日、シアター代官山）- マクダフ夫人 役
- 『カラフル』（2020年11月20日 - 12月13日、シアター代官山） - プラプラ 役[6]

### CM
- 倉敷自動車教習所
- オートバックス
- 風都探偵
- デイリーヤマザキ『ベストセレクションシリーズ篇』
- ダイキン工業『換気でお店に元気をプラス篇』
- アサヒグループ食品『1本満足バー』
- 味の素『アミノバイタル®︎』

### webCM
- マッチングアプリ『Pairs』

### 雑誌
- リンネル (宝島社)